# 郭竞坤
郭竞坤（1971年1月—），河北迁安人，中华人民共和国政治人物。河北轻工业管理学校毕业。曾任最高人民法院办公厅主任。

## 生平
1986年9月，在河北轻工业管理学校学习。1990年4月加入中国共产党。同年8月参加工作，任迁安县计委干部。1992年8月，任迁安县政府办秘书组副组长、秘书科科长，政府办副主任。1996年7月，任迁安县政府办副主任兼政府机关事务管理局局长。1998年2月，任中共夏官营镇党委副书记、镇长，党委书记。2001年10月，任中共迁安市委常委、办公室主任。2006年6月，任中共迁安市委常委、常务副市长。2008年4月，任中共迁安市委副书记、代市长，市长。2010年4月，任中共遵化市委书记。2011年2月，任中共遵化市委书记兼清东陵旅游区党工委书记。2011年9月，任中共唐山市委常委、秘书长。2013年3月，任中共唐山市委常委，副市长，曹妃甸区委书记，曹妃甸工业区工委书记、管委会主任。2013年7月，任中共唐山市委副书记，曹妃甸区委书记，曹妃甸工业区工委书记、管委会主任。2015年4月，任共青团河北省委书记、党组书记。2016年11月，任中共保定市委副书记。2018年1月，郭竞坤出任河北省委政法委副书记。2020年，任最高人民法院办公厅主任。2023年9月接受调查。